# نابط إبريقي لاحم

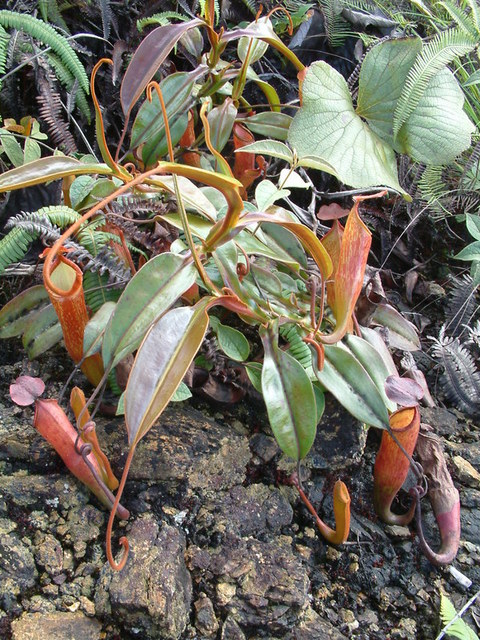
نبينث ماكسيما

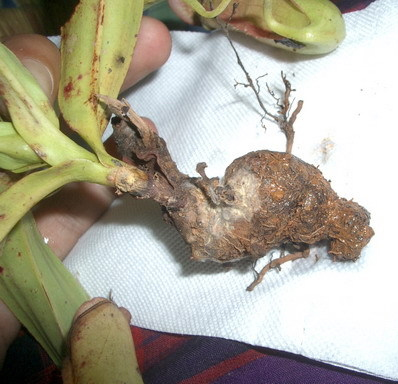
Wurzelwerk von نابنط بديع

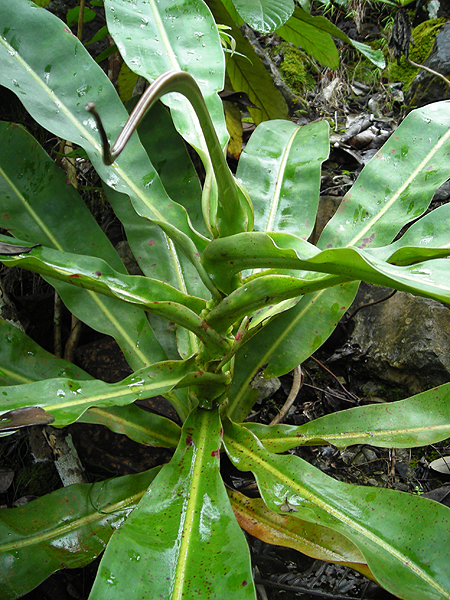
Blattwerk von Nepenthes

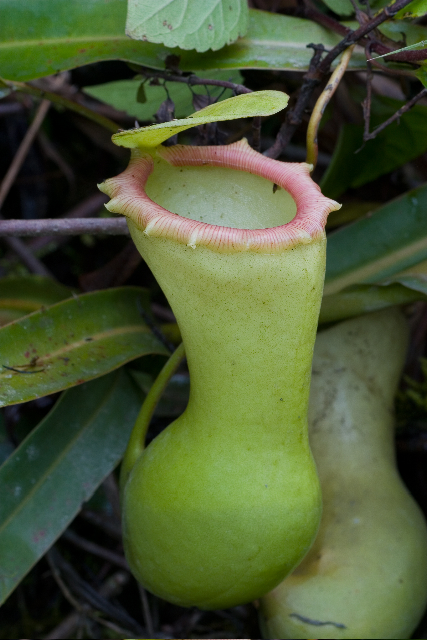
إبريق الـنوع Nepenthes ventricosa

نابط إبريقي لاحم (بالإنجليزية: )هي فصيلة نباتية من عائلة آكلات اللحوم Nepenthaceae . يعرف منها حتى الآن نحو 100 نوع ، ويكتشف منها الجديد من حين لآخر. ابك النباتات تتغذى بالحشرات واليرقات وتعتبر من آكلات اللحوم.

## وصفه
النابطات الإبريقية تكون خضراءا دائما . وبعضها يكون ورودا في هيئة «روزيتا». وطبقا لمعلوماتنا الحالية يوجد في جميع تلك الأنواع عدد كروموسومات (2n=80), ولذلك يمكنها التناسل مع بعضها البعض.

## انتشاره
ينتشر النبات في إندونيسيا وماليزيا والفليبين حيث توجد منها أنواع كثيرة متناسلة مع بعضها البعض . كما توجد منها في سومطرة وبورنيو ومدغشقر (نوعين) . وفي الجنوب في أستراليا يوجد نوعان . القائمة التالية تبين عدد أنواعها في البلاد المختلفة:
| المنطقة           | عدد الأنواع | عدد التوطنات |
| ----------------- | ----------- | ------------ |
| أستراليا          | 2           | 1            |
| سيخيلين           | 1           | 1            |
| سريلانكا          | 1           | 1            |
| الهند             | 1           | 1            |
| كاليدونيا الجديدة | 1           | 1            |
| جافا              | 2           | 1            |
| مدغشقر            | 2           | 2            |
| مولوكن            | 3           | 0            |
| إندونيسيا         | 3           | 1            |
| الملايو           | 11          | 4            |
| الفليبين          | 10          | 8            |
| غينيا الجديدة     | 10          | 8            |
| سومطرة            | 29          | 16           |
| بورنيو            | 34          | 25           |

تعيش النابطات الإبريقية آكلة اللحوم في مناطق حارة عاية الرطوبة ، وينمو معظمها في الجبال الاستوائية ذات مناخ دافيء طوال العام ، وبارد ليلا . بعض أنواع قليلة منها مثل Nepenthes clipeata يعيش في مناطق جبلية باردة خلال النهار والليل حتى درجة حرارة قريبة من الصفر المئوي. ومعظم تلك النباتات تعيش في أماكن رطبة ، مضيئة ، ليست معرضة مباشرا للشمس ، ولكن يوكد بعضها في أماكن يتحمل فيها الشمس ، كمل نوع Nepenthes neoguineensis.

## اقرأ أيضا
- نابط
- نبات لاحم

- آكلات الحشرات
- نبات ندى الشمس
- خناق الذباب